# Batalla de Curupaytí
La batalla de Curupayty fue un enfrentamiento militar ocurrido en el marco de la Guerra de la Triple Alianza. Fue librada el 22 de septiembre de 1866, en el Fuerte de Curupayty, distante a unos 8 km de la localidad de Humaitá. 
La batalla tuvo inicio con el bombardeo de la Marina de Brasil a las fortificaciones paraguayas, seguido del avance terrestre del ejército aliado. Pero las pésimas condiciones del terreno dificultaron el ataque aliado, lo que resultó más fácil a los paraguayos defender sus posiciones. El desenlace de este enfrentamiento fue favorable al ejército paraguayo, y en efecto, fue su mayor victoria en esta guerra. Los soldados aliados no pudieron acercarse a las trincheras enemigas, y los pocos que lograron hacerlo fueron fusilados. Los paraguayos tuvieron 54 muertos y 250 heridos, mientras que los argentinos sufrieron 2000 bajas, al igual que los brasileños.

## Antecedentes
Tras la batalla de Curuzú, el 3 de septiembre de 1866, mientras los paraguayos reforzaban las defensas en Curupayty con gran celeridad, los comandantes aliados detuvieron su avance, discutiendo sobre qué ruta seguir, y desaprovechando la oportunidad de tomar el entonces débil bastión enemigo.

## La batalla

### Bombardeo naval
El 22 de septiembre se inició el ataque contra la fortaleza paraguaya. La flota imperial, que avanzó desde Curuzú, estaba integrada por cinco acorazados, dos buques bombarderos, tres chatas bombarderas y seis cañoneras dirigidas por el almirante Joaquim Marques Lisboa, Marqués de Tamandaré. Los acorazados Bahía y Lima Barroso se adelantarían para cañonear las fortificaciones mientras el resto de las naves atacaban el resto de las líneas enemigas.                                           

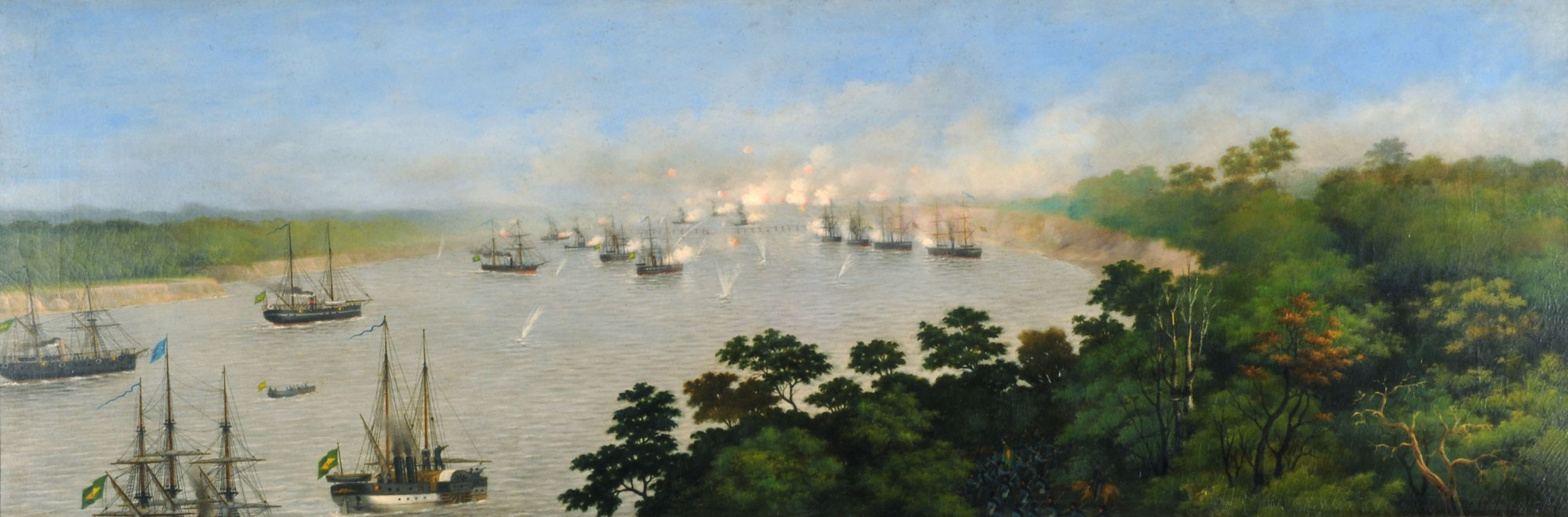
Bombardeo de la Marina del Brasil sobre el Fuerte de Curupayty. Pintura de Cándido López.

El bombardeo se inició en la mañana, a las 8:00 horas, cuando los 101 cañones de la flota imperial atacaron las posiciones paraguayas. Estos respondieron con la artillería ubicada hacia el río Paraguay. En pocas horas cerca de 5000 proyectiles fueron disparados contras las trincheras paraguayas. Cuando llegó el mediodía, los acorazados Brasil, Lima Barroso y Tamandaré cruzaron la línea de contención de Curupayty para ametrallar la batería paraguaya de la barranca, desde su retaguardia, dando por finalizado el bombardeo.

### Ataque terrestre aliado
Bartolomé Mitre, avisado de que la flota imperial había terminado su cañoneo y asumiendo que las posiciones paraguayas debían estar destruidas, ordenó el avance. Los argentinos y uruguayos estaban al mando de los generales Wenceslao Paunero y Emilio Mitre y los brasileños estaban comandados por Manuel Marques de Souza III, Barón de Porto Alegre. Todas estas fuerzas iniciaron el ataque divididas en 28 cuerpos, reforzados posteriormente por 15 batallones argentinos y 9 cuerpos brasileños que estaban en la reserva. Ante esto el general paraguayo José Eduvigis Díaz ordenó el repliegue de las tropas ubicadas en las trincheras más avanzadas.

### La masacre aliada
Recién cuando los soldados aliados estuvieron al alcance, Díaz ordenó disparar a la artillería paraguaya, que estaba casi intacta, y que causó enormes bajas a las tropas enemigas que avanzaban en formaciones muy densas y con mucho esfuerzo y lentitud debido a la zona lodosa. Estas fuerzas, al superar la zona batida por la artillería, debían pasar por zanjas cubiertas con espinas y estacas para llegar al campo de tiro de la infantería paraguaya atrincherada en sus posiciones. 
Los soldados aliados no pudieron acercarse a las trincheras enemigas, y los pocos que lograron hacerlo fueron literalmente fusilados. Cuando intentaban retroceder, la llegada de refuerzos los hacía cargar nuevamente, siendo igualmente rechazados en todos sus ataques.

### Retirada
Cerca de las 16:00 horas, Mitre dio la orden de retirarse, aunque varias tropas ya habían empezado el proceso por iniciativa propia. Media hora después los paraguayos empezaron a celebrar su victoria.

## Consecuencias

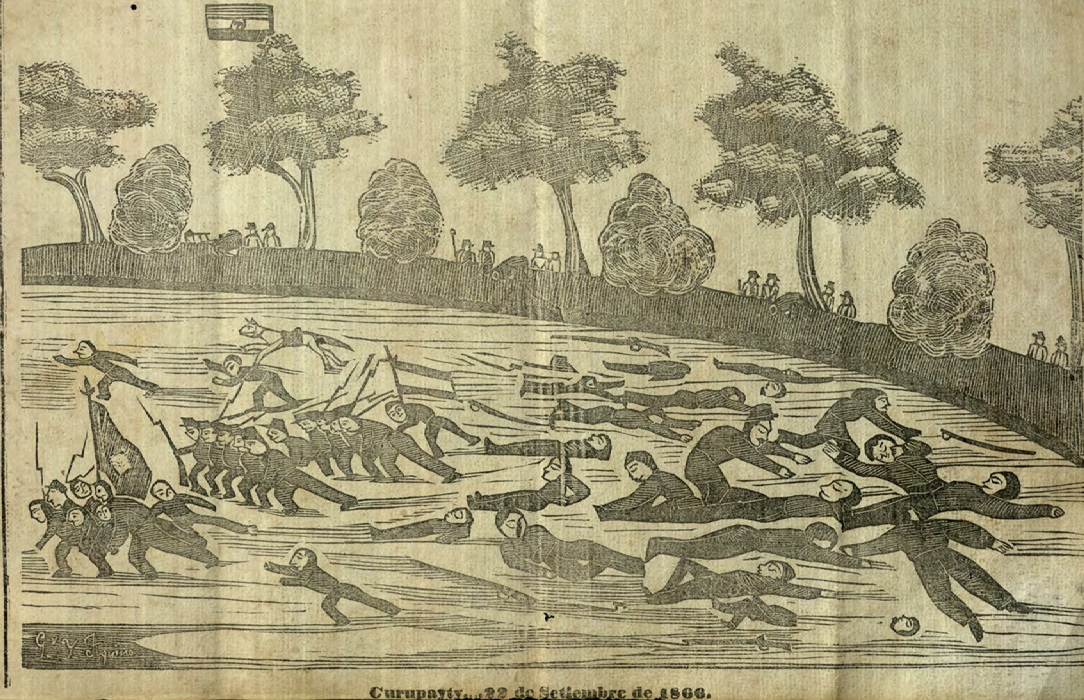
Batalla de Curupaytí (Cabichuí, año 10, N. 40, 23 de septiembre de 1867).

Las bajas aliadas fueron numerosas. Oficialmente se contabilizaron 4033 bajas (411 muertos y 1540 heridos de Brasil y 588 muertos más 1339 heridos y 155 dispersos de Argentina). Sin embargo, existen fuentes de la época que duplican o incluso triplican esa cifra, poniendo al número de bajas aliadas (mayormente argentinas) en alrededor de 8000 a 10000 muertos, heridos y prisioneros.
Por otro lado, el ejército paraguayo apenas obtuvo unas 92 bajas en total (23 muertos y 79 heridos).
El desastre de Curupaytí, que constituye un cumplido ejemplo del fracaso de un ataque frontal sin reconocimiento previo contra una posición prácticamente inexpugnable, paralizó las operaciones de los aliados durante diez meses, terminó de hundir el ya mermado prestigio del entonces presidente argentino Bartolomé Mitre como generalísimo y reavivó, especialmente en Argentina, el rechazo popular a la guerra, lo cual devino en una serie de levantamientos en las provincias que hicieron forzoso retirar tropas del frente.
La victoria de Curupayty fue muy importante para el Paraguay y un duro golpe a la Triple Alianza, pues los paraguayos lograron prolongar la guerra y, además, dejaron prácticamente "fuera de combate" al ejército argentino del general Bartolomé Mitre; a partir de ese momento, salvo acciones esporádicas, Argentina dejó de tener una participación importante en la contienda y el peso de la misma lo cargó el Imperio del Brasil.